# Messines Ridge British Cemetery
Messines Ridge British Cemetery is een Britse militaire begraafplaats met gesneuvelden uit de Eerste Wereldoorlog, gelegen in de Belgische stad Mesen. De begraafplaats ligt 600 m ten westen van de Sint-Niklaaskerk. Ze werd ontworpen door Charles Holden en wordt onderhouden door de Commonwealth War Graves Commission. Het terrein heeft een rechthoekig grondplan met een oppervlakte van 6.183 m² en is omgeven door een natuurstenen muur. Aan de ingang van de begraafplaats bevindt zich ook het Messines Ridge (New Zealand) Memorial. Dit Memorial of the Missing is een van de zeven gedenktekens in België en Frankrijk voor Nieuw-Zeelandse soldaten die aan het Westfront sneuvelden en geen gekend graf hebben. Het Cross of Sacrifice staat bovenop dit monument en de Stone of Remembrance staat centraal op de begraafplaats. Omdat de begraafplaats hoger ligt dan het straatniveau bestaat de open toegang uit een twaalftal traptreden.
De begraafplaats telt 1.531 gesneuvelden waarvan 957 niet meer geïdentificeerd konden worden.

## Geschiedenis
Tijdens de Eerste Wereldoorlog had de heuvelrug van Mesen (Messines Ridge) een strategische ligging, niet enkel omwille van de hoogte, maar ook door het systeem van ondergronds versterkingen onder het vroegere klooster "Institut Royale". De stad was dan ook het toneel van zware gevechten in de oorlog. Op 31 oktober - 1 november 1914 werd Mesen veroverd door de Duitsers. De Fransen kenden op 6 en 7 november geen succes toen ze Mesen wilden heroveren. Het duurde tot 7 juni 1917 en de Slag om Mesen, eer het stadje werd heroverd door de New Zealand Division. In april 1918 werd Mesen nog even tijdens het Duitse lenteoffensief terug ingenomen maar eind september 1918 werd het door de Britten definitief heroverd.
De begraafplaats werd na het einde van de oorlog aangelegd op de gronden van het Institut Royale, toen men hier graven uit kleinere begraafplaatsen samenbracht. Die ontruimde begraafplaatsen waren Bristol Castle Military Cemetery en River Dove Cemetery (ook wel Snitchel Farm) in Mesen, Queensland Cemetery in Waasten, Bell Farm Cemetery, Blauwepoortbeek Cemetery, Lumm Farm Cemetery, Middle Farm Cemetery en Onraet Farm Cemetery in Wijtschate en Bousbecques East German Cemetery. Vlakbij lag vroeger de abdijhoeve Ferme du Moulin. Op de terp waar de Hospicemolen stond staat nu het Cross of Sacrifice. 
Er worden nu 1.003 Britten, 1 Canadees, 342 Australiërs, 128 Nieuw-Zeelanders en 57 Zuid-Afrikanen herdacht. Voor 28 militairen werden Special Memorials opgericht omdat hun graven niet meer gelokaliseerd konden worden en men vermoedt dat ze zich onder de naamloze grafzerken bevinden. Daarnaast zijn er nog 13 Special Memorials en een Duhallow Block ter herinnering aan militairen, wiens graf op andere begraafplaatsen door het oorlogsgeweld verloren gegaan is.
In 2009 werd de begraafplaats als monument beschermd.

## Graven

### Onderscheiden militairen
- Leslie Boully, onderluitenant bij de Australian Infantry werd onderscheiden met de Distinguished Conduct Medal (DCM).
- Percy Hunter Coxon, kapitein bij het Border Regiment, G. G. R. Bott, luitenant bij het South Lancashire Regiment, Charles Douglas Scott, luitenant bij de Australian Infantry en D. McN. Joyce, korporaal bij het Gloucestershire Regiment werden onderscheiden met het Military Cross (MC).
- volgende manschappen ontvingen de Military Medal (MM): sergeant Michael Patrick O'Brien, korporaals A. E. Durrant, Ralph Oswald Kirby, William Shanks en Edward McKindry Walker, kanonnier Charles E. Farrar en de soldaten W. Cooper en W. Hewitt. Onderluitenant William Whitley Gocher ontving tweemaal deze onderscheiding (MM and Bar).

### Minderjarige militairen
- Albert E. Furness, korporaal bij de Lancashire Fusiliers was 16 jaar toen hij sneuvelde op 7 juni 1917.
- B. McAlister, schutter bij de Royal Irish Rifles was 17 jaar toen hij sneuvelde op 22 juni 1917.

### Aliassen
- schutter John Pearce Ede diende onder het alias John P. White bij de New Zealand Rifle Brigade.
- soldaat Albert Edward Duminski diende onder het alias Albert E. Allen bij de Australian Infantry, A.I.F..